# افت فشار خون ارتواستاتیک
افت فشار خون ارتواستاتیک یا هیپوتانسیون ارتواستاتیک که به عنوان افت فشار خون هنگام ایستادن (به انگلیسی: Orthostatic hypotension) نیز شناخته می‌شود، یک وضعیت پزشکی است که در آن فشار خون فرد، هنگام ایستادن یا نشستن دچار افت می‌شود. افت فشار خون ممکن است ناگهانی (افت فشار خون ارتواستاتیک وازوواگال) در عرض ۳ دقیقه (افت فشار خون ارتواستاتیک کلاسیک) یا تدریجی (افت فشار خون ارتواستاتیک تأخیری) باشد. این عارضه عمدتاً با انقباض تأخیری (یا عدم وجود انقباض) در عروق خونی پایین بدن یا کم بودن کم خون که برای حفظ فشار خون کافی هنگام تغییر وضعیت به حالت ایستاده لازم است. در نتیجه بیماری‌ها یا شرایط دیگر اتفاق می‌افتد. در این حالت خون برای مدت طولانی‌تری در رگ‌های خونی پا جمع می‌شود و کمتر به قلب بازمی‌گردد و منجر به کاهش برون‌ده قلبی و جریان خون ناکافی به مغز می‌شود.
افت فشار خون ارتوستاتیکِ بسیار خفیف و گاه‌به‌گاه شایع و طبیعی است و می‌تواند در هر کسی، به ویژه در میان افراد مسن و کسانی که فشار خون پایین دارند، رخ دهد. علل متعدد احتمالی برای افت فشار خون ارتواستاتیک عبارتند از برخی داروها (به عنوان مثال مسدود کننده‌های آلفا)، مشکلات قلبی، نوروپاتی اتونومیک، کاهش حجم خون، آتروفی سیستم چندگانه و سفتی عروق خونی در نتیجه افزایش سن.
به غیر از پرداختن به علت زمینه‌ای ایجاد کننده این عارضه و درمان آن، افت فشار خون ارتواستاتیک ممکن است با توصیه برای افزایش مصرف نمک و آب (برای افزایش حجم خون)، پوشیدن جوراب‌های واریس و گاهی مصرف دارو (فلودروکورتیزون، میدودرین یا موارد دیگر) درمان شود. استفاده از نمک (افزایش چشمگیر در مصرف نمک) باید تحت نظارت پزشک باشد، زیرا در صورت افزایش بیش از حد می‌تواند باعث مشکلات عصبی شدید را ایجاد کند.
در مواردی افت فشار خون مزمن ارتوستاتیک با هیپوپرفیوژن مغزی که ممکن است نشانه‌ای از ابتلا به زوال عقل باشد، همراه است، افت فشار خون ارتواستاتیک اولیه اغلب به عنوان افت فشار خون ارتواستاتیک نوروژنیک نیز شناخته می‌شود.
افت فشار خون ارتواستاتیک با علائمی پس از ایستادن (از حالت دراز کش یا نشسته)، به ویژه زمانی که به سرعت انجام می‌شود، آشکار می‌گردد. بسیاری گزارش می‌کنند که سبکی سر (احساس احتمال غش کردن)، گاهی شدید یا حتی غش واقعی همراه با خطر سقوط، را تجربه می‌کرده‌اند. وضعیت و اثرات افت فشار ارتواستاتیک مزمن ممکن است حتی با غش کردن و کم شدن زیاد فشار خون و ضعف عمومی یا خستگی نیز رخ دهد. برخی از افراد مشکل در تمرکز، تاری دید، لرزش، سرگیجه، اضطراب، تپش قلب (آگاهی از ضربان قلب)، بی‌ثباتی، احساس تعریق یا لکه دار شدن دیدشان، و گاهی حالت تهوع را تجربه کرده‌اند. همچنین یک فرد ممکن است هنگام وقوع این حالت دچار رنگ پریده شود. افت فشار خون ارتواستاتیک شدید مزمن ممکن است با نوسان شناختی یا هذیان نیز ظاهر شود. زنان باردار نیز مستعد افت فشار خون ارتواستاتیک هستند.

## علل
برخی از علل افت فشار خون ارتواستاتیک عبارتند از: اختلالات عصبی، حجم کم خون (به عنوان مثال ناشی از کم‌آبی، خونریزی یا استفاده از ادرارآورها)، داروهایی که باعث گشادشدن عروق می‌شوند، انواع دیگر داروها (به ویژه مواد مخدر و ماری جوانا)، قطع داروهای منقبض کننده عروق، استراحت و خوابیدن بسیار (بی حرکتی)، کاهش وزن قابل توجه اخیر، کم خونی، کمبود ویتامین B 12، یا جراحی اخیر چاقی.

### داروها

تتراهیدروکانابینول

افت فشار خون ارتواستاتیک می‌تواند یک عارضه جانبی برخی از مواد شیمیایی مانند داروهای ضد افسردگی سه حلقه‌ای یا مهارکننده‌های مونوآمین اکسیداز (MAOIs) باشد. ماری جوانا و تتراهیدروکانابینول نیز در مواقعی می‌توانند افت فشار خون ارتواستاتیک مشخصی را ایجاد کنند و الکل احتمال وقوع افت فشار خون ارتواستاتیک را تا حد سنکوپ افزایش می‌دهد. افت فشار خون ارتواستاتیک همچنین می‌تواند یکی از عوارض جانبی مسدود کننده‌های آلفا-۱ (عوامل مسدودکننده آدرنرژیک آلفا 1) باشد. مسدودکننده‌های آلفا 1 انقباض عروقی را که معمولاً توسط رفلکس گیرنده بارورسپتور در هنگام تغییر وضعیت و کاهش فشار متعاقب آن آغاز می‌شود، مهار می‌کنند. سایر داروهای ضد فشار خون علاوه بر آنتی کولینرژیک‌ها، داروهای دوپامینرژیک، مواد افیونی و داروهای روانگردان نیز ممکن است باعث افت فشار خون ارتواستاتیک شوند.

### بیماری‌های زمینه‌ای
این اختلال ممکن است با بیماری آدیسون، آترواسکلروز (تجمع رسوبات چربی در شریان‌ها)، دیابت، فئوکروموسیتوم، پورفیری، و برخی اختلالات عصبی، از جمله گانگلیونوپاتی خودایمنی، آتروفی سیستم چندگانه و سایر اشکال دیس‌اوتونومی مرتبط باشد. همچنین در مواردی با سندرم اهلرز-دانلوس و بی اشتهایی عصبی همراه است. در بسیاری از بیماران مبتلا به پارکینسون یا زوال عقل جسام لویی به دلیل قطع عصب سمپاتیک قلب یا به عنوان یک عارضه جانبی درمان دوپامینومیمتیک رخ می‌دهد. این عارضه در هنگام زوال عقل نیز به‌وجود می‌آید با این حال مشخص نیست افت فشار ارتواستاتیک عاملی برای زوال عقل است یا بالعکس.

### عوامل دیگر
کمبود دوپامین بتا هیدروکسیلاز نیز بیماری دیگری بوده که با افت فشار ارتواستاتیک همراه است. تصور می‌شود این بیماری نسبت به دیگر بیماری‌ها کمتر تشخیص داده شده‌است. کموبد دوپامین باعث از بین رفتن عملکرد نورآدرنرژیک سمپاتیک می‌شود و با سطوح کم یا بسیار کم نوراپی نفرین و دوپامین بیش از حد همراه است.
بیمارانی که مستعد افت فشار خون ارتواستاتیک هستند، افراد مسن، مادران در دوران پس از زایمان و کسانی که به صورت طولانی مدت در بستر استراحت کرده‌اند. افراد مبتلا به بی‌اشتهایی عصبی و پرخوری عصبی اغلب دچار افت فشار خون ارتواستاتیک به عنوان یک عارضه جانبی رایج می‌شوند. مصرف الکل همچنین ممکن است به افت فشار خون ارتواستاتیک به دلیل اثرات کم‌آبی آن، منجر شود.

## سازوکار
افت فشار خون ارتواستاتیک زمانی اتفاق می‌افتد که بدن در غلبه بر نیروی جاذبه‌ای (باعث تجمع خون در اندام‌های تحتانی می‌شود و بازگشت خون از طریق سیاهرگ‌ها را سخت می‌کند) ناتوان باشد، این مسئله سبب می‌شود برون ده قلبی و متعاقباً فشار سرخرگی کاهش یابد. به عنوان مثال، تغییر وضعیت از حالت خوابیده به ایستاده، حدود ۷۰۰ میلی لیتر خون را از قفسه سینه به نواحی پایینی بدن هدایت می‌کند و با کاهش فشار خون هنگام سیستول و دیاستول همراه است.
به‌طور معمول هنگام تغییر وضعیت، سری پاسخ‌های قلبی، عروقی، عصبی، عضلانی و عصبی-هورمونی به سرعت رخ می‌دهد و از کاهش فشار خون جلوگیری می‌کند. یکی از این پاسخ‌ها انقباض عروقی (رفلکس بارورسپتور) است که خون را دوباره به داخل بدن انتقال می‌دهد. (اغلب این مکانیسم مؤثر است و به همین دلیل فشار خون هنگام انقباض قلب در حالت ایستاده در مقایسه با فردی که در وضعیت افقی قرار دارد کمی در سطح بالاتری قرار دارد) زمانی که عاملی این چرخه صحیح را به هم می‌زند (مانند حجم کم خون، بیماری‌ها و داروها) افت فشار ارتواستاتیک به‌وجود می‌آید. «کاهش شدید فشار خون» می‌تواند منجر به غش کردن و از حال رفتگی شود و «کاهش متوسط فشار خون» می‌تواند به وقوع گیجی و در موارد شدیدتر دلیریوم و آتاکسی کمک کند.

## تشخیص
افت فشار خون ارتواستاتیک را می‌توان با اندازه‌گیری فشار خون پس از ۵ دقیقه دراز کشیدن صاف، سپس ۱ دقیقه پس از ایستادن و ۳ دقیقه پس از ایستادن بررسی کرد. افت فشار خون ارتواستاتیک به عنوان کاهش حداقل ۲۰ میلی‌متر جیوه در فشار خون، هنگام انقباض قلب یا کاهش حداقل ۱۰ میلی‌متر جیوه در فشار خون هنگام استراحت قلب در زمان خوابیده نسبت به ایستاده تعریف می‌شود. همچنین ضربان قلب باید برای هر دو موقعیت اندازه‌گیری شود. افزایش قابل توجه ضربان قلب از حالت خوابیده تا ایستادن ممکن است نشان دهنده تلاش جبرانی قلب برای حفظ برون ده قلبی باشد. یک سندرم مرتبط، سندرم تاکی کاردی ارتواستاتیک وضعیتی (POTS)، زمانی تشخیص داده می‌شود که حداقل ۳۰ ضربه در دقیقه افزایش ضربان قلب با تغییر کم یا بدون تغییر در فشار خون رخ دهد. آزمایش تیلت میز نیز ممکن است برای تشخیص این عارضه انجام شود.

### زیر مجموعه‌ها
افت فشار خون ارتواستاتیک را می‌توان به سه گروه اولیه، کلاسیک و تأخیری تقسیم کرد.
هیپوتانسیون ارتواستاتیک اولیه اغلب با کاهش فشار خون سیستولیک ≥۴۰ میلی‌متر جیوه یا کاهش فشار خون دیاستولیک ≥۲۰ میلی‌متر جیوه در عرض ۱۵ ثانیه پس از ایستادن مشخص می‌شود. سپس فشار خون خود به خود و به سرعت به حالت عادی بازمی‌گردد، بنابراین دوره افت فشار خون و علائم کوتاه است (<۳۰ ثانیه). فقط اندازه‌گیری ضربان به ضرب مداوم BP در طول یک حرکت فعال در حالت ایستاده می‌تواند این وضعیت را ثبت کند.
افت فشار خون کلاسیک ارتواستاتیک اغلب با کاهش فشار خون سیستولیک ≥۲۰ میلی‌متر جیوه یا کاهش فشار خون دیاستولیک ≥۱۰ میلی‌متر جیوه بین ۳۰ ثانیه تا ۳ دقیقه ایستادن مشخص می‌شود.
هیپوتانسیون ارتواستاتیک تأخیری نیز اغلب با کاهش مداوم فشار خون سیستولیک ≥۲۰ میلی‌متر جیوه یا کاهش مداوم فشار خون دیاستولیک ≥از ۱۰ میلی‌متر جیوه بیش از ۳ دقیقه در تست میز شیب دار ایستاده یا عمودی آشکار می‌گردد.

## مدیریت

### تغییر سبک زندگی
به غیر از درمان علل برگشت‌پذیر زمینه‌ای (به عنوان مثال، توقف یا کاهش برخی داروها، درمان علل خودایمنی)، اقدامات متعددی می‌تواند علائم افت فشار خون ارتواستاتیک را بهبود بخشد و از دوره‌های غش کردن جلوگیری کند. حتی افزایش اندک فشار خون ممکن است برای حفظ جریان خون به مغز در حالت ایستاده کافی باشد.
در بیماران دیسائوتونومیک که تشخیص فشار خون بالا ندارند، نوشیدن ۲ تا ۳ لیتر مایعات در روز و مصرف ۱۰ گرم نمک می‌تواند علائم را با به حداکثر رساندن مقدار مایع در جریان خون بهبود بخشد. استراتژی دیگر این است که سر تخت را کمی بالا ببرید. این امر بازگشت مایع از اندام‌ها به کلیه‌ها را در طول شب و در نتیجه تولید ادرار در شب را کاهش می‌دهد و مایع را در گردش خون حفظ می‌کند. برای بهبود بازگشت خون به قلب می‌توان از اقدامات مختلفی استفاده کرد. پوشیدن جوراب‌های فشاری و تمرینات («مانورهای ضد فشار فیزیکی» یا PCM) را می‌توان درست قبل از ایستادن انجام داد (به عنوان مثال، روی هم زدن پاها و چمباتمه زدن).

### داروها
داروی میدودرین می‌تواند برای افراد مبتلا به افت فشار خون ارتواستاتیک مفید باشد، عارضه جانبی اصلی این داروها پیلوئرکشن (سیخ شدن مو) است. فلودروکورتیزون نیز در مواردی برای این عارضه استفاده می‌شود، اگرچه شواهد برای اثر بخش آن محدود‌تر است.
بررسی‌ها نشان داده؛ دروکسیدوپا نیز می‌تواند مؤثر باشد، درحالی که عوارض جانبی اندک و عمدتاً خفیفی برای آن گزارش شده‌است.
تعدادی از اقدامات داروهای دیگر که شواهد جزئی برای حمایت از وجود دارد شامل ایندومتاسین، فلوکستین ، آنتاگونیست‌های دوپامین، متوکلوپرامید، دومپریدون، مهارکننده‌های مونوآمین اکسیداز با تیرامین (می‌تواند فشار خون شدید ایجاد کند)، اکسیلوفرین و پتاسیم کلرید است.

### دیگر
ثابت شده‌است که دستگاه‌های رباتیک مانند دستگاه پزشکی اریگو به کاهش فشار خون ارتواستاتیک در برخی بیماران کمک می‌کند. این دستگاه‌ها موقعیت بیمار را از صفر تا ۹۰ درجه به صورت تدریجی افزایش می‌دهند و به فشار خون اجازه می‌دهند آهسته‌تر تنظیم شود.

## پیش‌آگهی
افت فشار خون ارتواستاتیک ممکن است باعث افتادن تصادفی شود. همچنین با افزایش خطر بیماری‌های قلبی عروقی، نارسایی قلبی و سکته مغزی مرتبط است. داده‌های مشاهده‌ای نشان می‌دهد که افت فشار خون ارتواستاتیک در میانسالی خطر زوال عقل نهایی و کاهش عملکرد شناختی را افزایش می‌دهد.